# Dengie
Dengie – wieś w Anglii, w hrabstwie Essex, w dystrykcie Maldon. Leży 28 km na wschód od miasta Chelmsford i 72 km na wschód od Londynu. Miejscowość liczy 135 mieszkańców.